# Alessandro Barbero
Alessandro Barbero (Turín, 30 de abril de 1959) es un historiador, escritor y comunicador mediático italiano. 
En 1981, se diplomó con una tesis sobre historia medieval en la universidad de Turín. Posteriormente, estudió en la Escuela Normal Superior de Pisa hasta 1984, cuando obtiene un puesto como profesor de historia medieval en la universidad Tor Vergata de Roma. En 1998, pasó a ser profesor asociado de la Universidad de Piamonte oriental Amedeo Avogadro, que opera en el Piamonte oriental, en su sede de Vercelli; y desde 2004 es profesor ordinario en su Universidad.
Pertenece al comité de redacción de la revista Storia y colabora con las publicaciones Tuttolibri de la La Stampa, Medioevo y el suplemento cultural de Il Sole 24 ORE, además de con el programa televisivo Superquark y la emisora de radio Radio 2 de la Radiotelevisione Italiana.

## Obra

### Novelas
- 1995 - Bella vita e guerre altrui di Mr. Pyle gentiluomo, Mondadori. ISBN 88-04-42749-3. Premio Strega 1996.
- 1998 - Romanzo russo. Fiutando i futuri supplizi, Mondadori. ISBN 88-04-45063-0.
- 2001 - L'ultimo rosa di Lautrec, Mondadori. ISBN 88-04-48708-9.
- 2003 - Poeta al comando, Mondadori. ISBN 88-04-51215-6.
- 2011 - Gli occhi di Venezia, Mondadori. ISBN 9788804595434. Premio Alessandro Manzoni - città di Lecco 2011.
- 2021 - Alabama, Collana La memoria, Palermo, Sellerio, 2021, ISBN 978-88-389-4194-8

### Ensayos
- 1983 - Il mito angioino nella cultura italiana e provenzale fra Duecento e Trecento, Biblioteca della Società Storica Subalpina.
- 1987 - L'aristocrazia nella società francese del medioevo. Analisi delle fonti letterarie (secoli X-XIII), Cappelli.
- 1991 - Un santo in famiglia. Vocazione religiosa e resistenze sociali nell'agiografia latina medievale, Rosenberg & Sellier.
- 1994 - Dizionario del Medioevo, Laterza ISBN 88-420-6374-6. Coescrito con Chiara Frugoni.
- 1995 - Un'oligarchia urbana. Politica ed economia a Torino fra Tre e Quattrocento, Viella ISBN 88-85669-37-9.
- 1999 - Medioevo. Storia di voci, racconto di immagini, Laterza ISBN 88-420-5850-5. Coescrito con Chiara Frugoni.
- 2000 - Carlo Magno: un padre dell'Europa, Laterza ISBN 88-420-7212-5.
- 2000 - Valle d'Aosta medievale, Liguori ISBN 88-207-3162-2.
- 2002 - La cavalleria medievale, Jouvence ISBN 88-7801-306-4.
- 2002 - Il ducato di Savoia. Amministrazione e corte di uno stato franco-italiano, Laterza ISBN 88-420-6708-3.
- 2003 - La guerra in Europa dal Rinascimento a Napoleone, Carocci ISBN 88-430-2697-6.
- 2003 - La battaglia. Storia di Waterloo, Laterza ISBN 88-420-7759-3.
- 2005 - 9 de agosto de 378. Adrianopoli il giorno dei barbari, Laterza ISBN 88-420-7765-8.
- 2006 - Barbari. Immigrati, profughi, deportati nell'impero romano, Laterza ISBN 88-420-8082-9.
- 2007 - Federico il Grande, Sellerio ISBN 88-389-2225-X.
- 2008 - Storia del Piemonte. Dalla preistoria alla globalizzazione, Einaudi.
- 2009 - Benedette guerre. Crociate e jihad, Laterza ISBN 9788842089872.
- 2010 - Lepanto. La battaglia dei tre imperi, Laterza ISBN 8842088935, ISBN 9788842088936.

### Artículos relevantes
- 1992 - Vassalli, nobili e cavalieri fra città e campagna. Un processo nella diocesi di Ivrea all'inizio del Duecento. Parte de Studi Medievali, XXXIII.
- 1994 - La venalità degli uffici nello stato sabaudo. L'esempio del vicariato di Torino (1360-1536). Parte de Studi Veneziani, XXVIII.
- 1999 - Liberti, raccomandati, vassalli. Le clientele nell'età di Carlo Magno. Parte de Storica, XIV.

### Audiocomentarios
- 2003 - Carlo Magno - tratto da Carlo Magno: un padre dell'Europa.
- 2005 - La battaglia di Adrianopoli - tratto da 9 de agosto de 378. Adrianopoli il giorno dei barbari.
- 2006 - Federico il Grande.
- 2009 - Il divano di Istanbul.

### Conferencias comercializadas
- 2007 (25 de diciembre) 800: l'incoronazione di Carlo Magno, "Lezioni di storia: i giorni di Roma", n.º 4 (Il Messaggero - Laterza). DVD de una conferencia ofrecida en el auditorio Parco della Musica de Roma.